# Joseph Doré

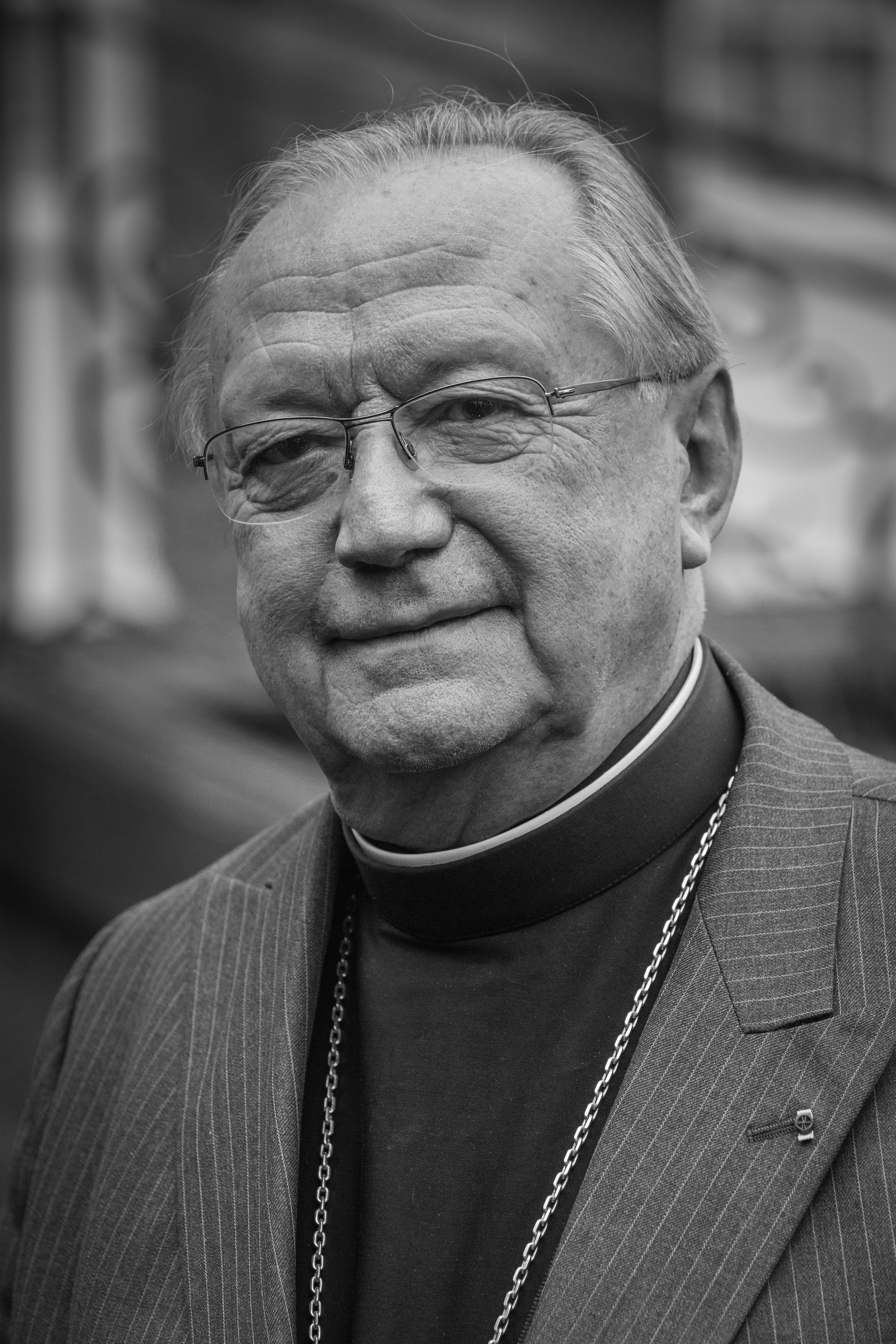
Mgr Doré (2017)

Joseph Pierre Aimé Marie Doré PSS (* 26. September 1936 in Grand-Auverné, Frankreich) ist ein französischer Theologe und emeritierter Erzbischof von Straßburg.

## Leben
Doré wurde im Département Loire-Atlantique geboren. Er begann sein Studium der Katholischen Theologie am Institut Catholique de Paris, dem Studien in Rom und in Münster folgten, wo er auch Vorlesungen von Professor Joseph Ratzinger, dem späteren Papst Benedikt XVI., hörte. Nach seiner Promotion empfing er 1961 in Nantes das Sakrament der Priesterweihe. Ein Jahr danach trat er der Kongregation der Sulpizianer bei.
Sechs Jahre war er anschließend Professor und Regens des Priesterseminars in Nantes und danach zehn Jahre am Séminaire des Carmes in Paris. Seit 1971 lehrt er am Institut Catholique de Paris, dessen Dekan er von 1988 bis 1994 wurde.
1993 wurde er zum Präsidenten der internationalen Akademie für religiöse Wissenschaften in Brüssel ernannt und zum Mitglied der Internationalen Kommission zur Vorbereitung des Heiligen Jahrs 2000.
Am 2. September 1997 wurde er von Johannes Paul II. zum Erzbischof der Erzdiözese Straßburg bestimmt und empfing 23. November 1997 im Straßburger Münster durch seinen Vorgänger Erzbischof Charles Amarin Brand, durch Émile Marcus, Erzbischof von Toulouse und den damaligen Bischof von Rottenburg-Stuttgart, Walter Kasper, die Bischofsweihe.
Am 25. August 2006 nahm Papst Benedikt XVI. sein aus gesundheitlichen Gründen vorgebrachtes Rücktrittsgesuch an. Doré leitete das Erzbistum aber noch bis zur Amtseinführung seines Nachfolgers, des am 21. April 2007 ernannten Jean-Pierre Grallet OFM, am 13. Mai 2007 als Apostolischer Administrator weiter.

## Auszeichnungen (Auswahl)
- 2011: Kommandeur der Ehrenlegion[1]
- 2016: Komtur des Ordre des Arts et des Lettres[2]

## Werke
- Sur l’identité chrétienne. Desclée, Paris 1990, ISBN 2-7189-0459-3.
- als Hrsg.: Le devenir de la théologie catholique mondiale depuis Vatican II: 1965–1999. Beauchesne, Paris 2000, ISBN 2-7010-1399-2.
- mit Bernard Lauret, Joseph Schmitt: Christologie. Du Cerf, Paris 2003, ISBN 2-204-07045-9.
- La grâce de croire. 3 Bde. Ed. de l’Atelier, Paris 2003–2004.
  - 1. La révélation. 2003, ISBN 2-7082-3659-8.
  - 2. La foi. 2003, ISBN 2-7082-3708-X.
  - 3. La théologie. 2004, ISBN 2-7082-3722-5.
- La grâce de vivre: entretiens avec Michel Kubler et Charles Ehlinger. Bayard, Paris  2005, ISBN 2-227-47199-9.
- (Hrsg.): Le christianisme et la foi chrétienne: manuel de théologie. 12 Bde. Desclée, Paris 1985–1992.